# Немачка подморница У-137
Подморница У-137 је била Немачка подморница типа II-Д и коришћена је у Другом светском рату. Подморница је изграђена 15. јуна 1940. године, и служила је у 1. подморничкој флотили (15. јун 1940 — 31. август 1940) - обука, 1. подморничкој флотили (1. септембар 1940 — 19. децембар 1940) - борбени брод и у 22. подморничкој флотили 20. децембар 1940 — 2. мај 1945. - школски брод

## Служба
Након што је посада подморнице У-137 завршила са обуком, она испловљава 14. септембра 1940. године из базе Кил, и стиже 17. септембра у базу Ставангер – Норвешка, из које одлази 4 дана касније на своје прво борбено патролирање.
У 00:50 и 00:51 сати, 26. септембра 1940. године, подморница У-137 испаљује торпеда ка конвоју OB-218 западно од Мелин Хеда, и потапа трговачки брод Manchester Brigade, а оштећује британски трговачки брод Ashantian. 
На британском трговачком броду Manchester Brigade (заповедник Фредерик Л. Клауг) се налазио и комодор конвоја, вицеадмирал Хамфри Хог Смит. Заповедник, комодор, 6 члана штаба, 47 члана посаде и један стражар су погинули. Свега четири члана посаде је преживело и њих спашава фланцуски болнички брод Canada, а искрцава их у Гибралтар.
Истог дана у 01:35 сати, подморница У-137 у површинској вожњи испаљује торпедо ка британском танкеру Stratford (заповедник Џејмс Робертсон Мареи) из конвоја OB-218, 85 наутичких миља западно-југозападно од Блоди Форленда. Торпедо погађа крмени део брода, проузрокујући јаку експлозију горива. Поједини делови крме брода, која се дословце разлетела, почели су да падају у близини подморнице У-137. Преостали део брода се убрзо упалио, и веома брзо потонуо. Два члана његове посаде је погинуло. Заповедника и 14 члана посаде спашава британска корвета HMS Gloxinia (K 22), а 17 осталих чланова посаде сакупља британски наоружани рибарски брод HMS Wolves (FY 158).
Пошто је потрошила већину својих торпеда, подморница У-137 стиже у базу Лорјан – Француска, 29. септембра 1940. године, из које одлази на ново патролирање 9. октобра 1940. године.
У 21:28 сати, 14. октобра 1940. године, британска помоћна крстарица HMS Cheshire (F 18) (капетан М. Р. Бернард) је погођена једним торпедом, које је испаљено са подморнице У-137, северозападно од Ирске. На канадски разарач HMCS Skeena (D 59) и британску корвету HMS Periwinkle (K 55) прелази 220 члана посаде, а помоћна крстарица је узета у вучу до Белфаст Лоуа, где је брод насукан. Помоћна крстарица је касније пребачена у Ливерпул ради поправке, која ће трајати 6 месеца.
Дана, 17. октобра 1940. године, У-137 упловљава у базу Лорјан, чиме је завршила своје друго борбено патролирање. Две недеље касније – 3. новембра, она одлази на своје треће борбено патролирање.
У 21:08 сати, 13. новембра 1940. године британски трговачки брод  (заповедник Алберт Рој Беб), који је одлутао од конвоја OB-240, је торпедован од подморнице У-137, западно-северозападно од острва Аран. Оштећени брод узимају у вучу британски спасилачки реморкер HMS Salvonia и ескортни брод HMS Hurricane (H 06), али он тоне истог дана. Заповедник, 13 члана посаде и један стражар су изгубљени, док су осатлих 52 члана посаде спашени и пребачени у Гринок.
Три дана касније, 16. новембра, у 20:15 сати, британски трговачки брод  (заповедник Денис Хенри Брајан), из конвоја SLS-53, је торпедован и потопљен од подморнице У-137, на око 30 наутичких миља северно-северозападно од Блоди Форленда. Дванаест члана посаде и један путник су погинули. Заповедника, 58 члана посаде и једног стражара, спашава британски разарач HMS Clare (I 14), и искрцава их у Ливерпул. 
Сутрадан, 17. новембра 1940. године, у 17:30 сати, подморница У-137 уочава два брода из конвоја HG-46 и потапа оба са по једним торпедом, северно-северозападно од острва Тори. Британски трговачки брод Saint Germain је погођен у 20:14 сати, а шведски трговачки брод Veronica у 20:40 сати. 
Британски трговачки брод  (заповедник Ернест Велш Берпарт) је погођен торпедом са леве стране у прамац, и бива напуштен од посаде. Брод тоне следећег дана. Заповедника и 17 чланова посаде спашава британска корвета HMS Mallow (K 81), и искрцава их у Лондодери. 
Шведски трговачки брод  (заповедник Р. Елмкуист) је погођен такође једним торпедом и тоне заједно са 1.800 тоне гвоздене руде и 17 чланова посаде. Тројицу преживелих чланова, са једног сплава, спашава након пет дана један рибарски брод и превози их у Лондондери.
Дана, 22. новембра 1940. године, након 20 дана патроле, подморница У-137 упловљава у Берген, Норвешка. Свега два дана касније она напушта базу Берген и одлази ка бази Кил, где стиже 27. новембра 1940. године. У бази Кил подморница остаје до 17. јуна 1941. године, када напушта базу Кил и одлази ка Бергену где стиже 20. јуна 1941. године. Већ сутрадан она испловљава на своје ново борбено патролирање, које ће трајати 14 дана, након чега У-137 поново упловљава у Берген. То је уједно било последње борбено патролирање подморнице У-137 и она долази у базу Кил 29. августа 1941. године. До краја рата служи као школски брод, и 2. маја 1945. године, потапа је посада у близини Вилхелмсхафена, како не би пала савезницима у руке.

## Команданти
- Херберт Волфарт (15. јун 1940 — 14. децембар 1940) (Витешки крст)
- Ханс-Фердинанд Мазман (15. децембар 1940 — 7. децембар 1941)
- Херберт Брининг (8. децембар 1941 — 1. септембар 1942)
- Герт Гемајнер (2. септембар 1942.- 27. децембар 1943)
- Гинтер Шимел (28. децембар 1943 — 24. јануар 1945)
- Ерих Фишер (25. јануар 1945 — 28. фебруар 1945)
- Ханс-Јоахим Деркс (март 1945. - 2. мај 1945)

## Бродови
| Име брода | Држава               | Тежина      | Година изградње | Датум напада        | Напомена |
|           | Уједињено Краљевство | 4.917 тона  | 1935.           | 26. септембар 1940. | Оштећен  |
|           | Уједињено Краљевство | 6.042 тона  | 1918.           | 26. септембар 1940. | Потопљен |
|           | Уједињено Краљевство | 4.753 тона  | 1913.           | 26. септембар 1940. | Потопљен |
|           | Уједињено Краљевство | 10.552 тона | 1927.           | 14. октобар 1940.   | Оштећен  |
|           | Уједињено Краљевство | 5.094 тона  | 1928.           | 13. новембар 1940.  | Потопљен |
|           | Уједињено Краљевство | 5.887 тона  | 1927.           | 16. новембар 1940.  | Потопљен |
|           | Уједињено Краљевство | 1.044 тона  | 1924.           | 17. новембар 1940.  | Потопљен |
|           | Шведска              | 1.316 тона  | 1918.           | 17. новембар 1940.  | Потопљен |
| --------- | -------------------- | ----------- | --------------- | ------------------- | -------- |